# Atos
Atos je evropská korporace nabízející IT služby. Její hlavní sídlo se nachází ve francouzském městě Bezons a pobočky má po celém světě. Specializuje se na hi-tech služby, integraci firemních komunikačních nástrojů, cloud, velká data a kybernetickou bezpečnost. Atos působí po celém světě pod značkami Atos, Atos Consulting, Atos Healthcare, Atos Worldgrid, Bull, Canopy, Unify a Worldline.

## Historie

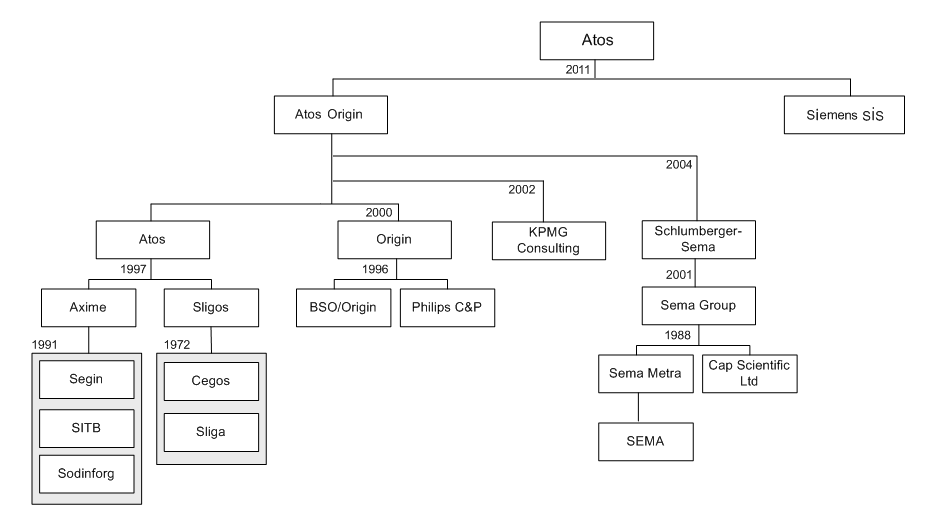
Schéma akvizic společnosti Atos

Společnost byla založena v roce 1997 sloučením francouzských IT firem Axime a Sligos. V roce 2000 se Atos spojil s holandskou společností Origin B.V. a vznikla společnost Atos Origin. Následně došlo k akvizici společností KPMG Consulting (2002) a SchlumbergerSema (2004).
V roce 2010 společnost Atos Origin oznámila, že kupuje společnost Siemens IT Solutions and Services. K dokončení akvizice došlo v červenci 2011. Poté se název společnosti vrátil ke kratší verzi Atos.
V srpnu 2014 společnost Atos získala většinový podíl ve společnosti Bull SA a říjnu téhož roku zveřejnila plány na odkoupení zbývajícího podílu společnosti Bull. 19. prosince společnost Atos oznámila další akvizici, a sice IT outsourcingové části společnosti Xerox. Akvizice byla dokončena 15. června 2015 a Atos tím ztrojnásobil své zastoupení na severoamerickém trhu.
V roce 2016 společnost Atos dokončila akvizici firmy Unify, která se zabývá integrací firemních komunikačních nástrojů a začlenila jí do své divize IDM. K dalším akvizicím došlo v roce 2018, kdy Atos potvrdil dokončení akvizice společností Siemens Convergence Creators Holding GmbH a společnosti Syntel.

## Organizační členění
Společnost Atos je rozdělena do čtyř divizí:
- Infrastructure & Data Management (IDM): Správa datových center, zákaznické centrum a integrace firemních komunikačních nástrojů.
- Business Applications & Platform Solutions (BPS): Poradenství a systémová integrace.
- Big Data & Cybersecurity (BDS): Výroba vysoce výkonných počítačů, serverů a kybernetická bezpečnost.
- Worldline: Služby pro elektronické obchodování a řešení platebních terminálů zajišťované dceřinu společností Wordline.

## Poskytované služby
Společnost Atos je dodavatel pro kompletní digitální transformaci a staví na čtyřech pilířích:
- Cloud computing: implementace a správa privátního a hybridního cloudu.
- Digitální pracoviště: podpora digitálního pracoviště, integrace firemních komunikačních nástrojů a produkty odvozené z akvizice společnosti Unify.
- SAP HANA: implementace a správa integrovaného softwaru pro plánování podnikových zdrojů SAP HANA.
- Atos Codex: sada analytických nástrojů pro business analýzu a predikce.

## Atos v České republice
Atos v České republice působí od října 2010 (od akvizice společnosti Siemens IT Solutions and Services) pod jménem Atos IT Solutions and Services, s.r.o. V České republice zaměstnává přibližně 300 zaměstnanců v několika městech (Praha, Brno, Ostrava, Vysoké Mýto).
DataSentics, společnost, která se specializuje na vývoj obchodních řešení a produktů v oblasti umělé inteligence a strojového učení, koupila francouzská firma Atos. Hodnotu transakce, která bude dokončena koncem roku 2021, strany nezveřejnily.